# Premio Nacional de Artes Plásticas (Marruecos)
El Premio Nacional de Artes Plásticas es un galardón artístico que otorga cada año desde 2022 el Ministerio de Juventud, Cultura y Comunicación – Departamento de Cultura (fr).

## Presentación[1]
Este evento tiene como objetivo alentar a los artistas  a la creatividad y alentarlos a continuar con sus esfuerzos innovadores o incluso descubrir las energías nacionales entre los jóvenes al tiempo que les asigna apoyo financiero y mediático.
El Premio Nacional de Artes Plásticas incluye las siguientes categorías:
El Premio Nacional para pintores de 18 a 30 años En el marco de los encuentros regionales organizados por el Ministerio de Juventud, Cultura y Comunicación Secretaría de Cultura- El concurso se inicia en dos fases.
La primera siendo organizada durante reuniones regionales organizadas por el Ministerio de Juventud, Cultura y Comunicación – Departamento de Cultura – a nivel de cada dirección regional.(fr)
En la segunda fase, los ganadores de estos encuentros regionales compiten durante el encuentro nacional de artistas visuales por el Premio Nacional de Artista.

## Histórico
Este precio se rige por el decreto: 2.17.362 del 8 de octubre de 2019. B.O 6874 del 16 de abril de 2020.
Primera edición del Premio Nacional de Artes Plásticas para el año 2022.

## Ganadores

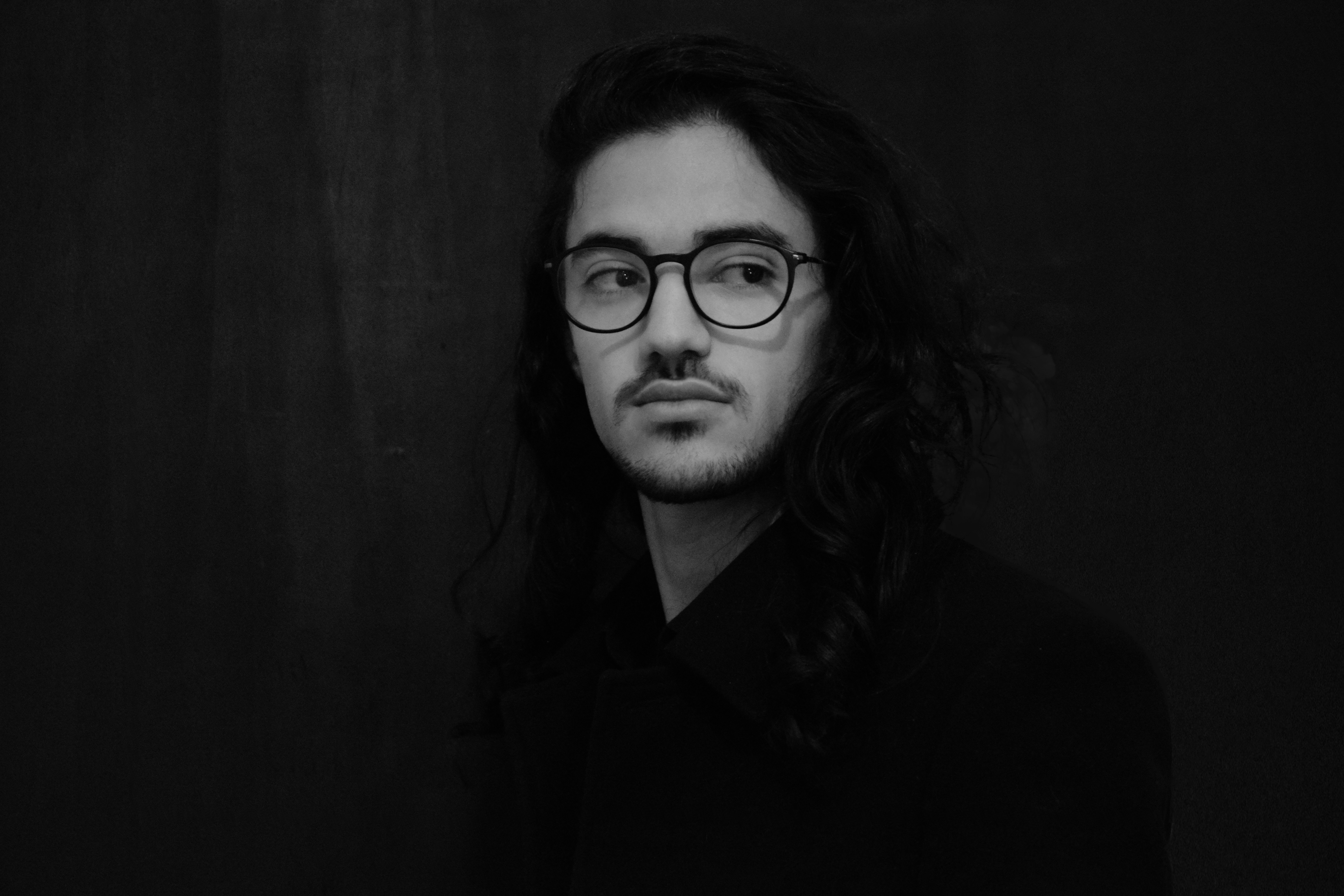
Mohammed Arrhioui (fr), artista visual laureado en 2022. Graduado de la escuela superior de bellas artes de Casablanca (en)

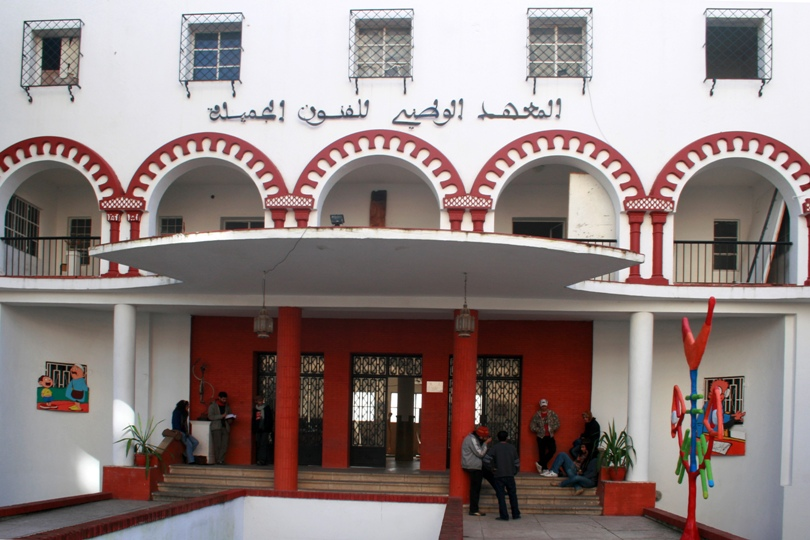
Ziad Al Mansouri (fr), pintor. laureado en 2022. Graduado del Instituto Nacional de Bellas Artes de Tetuán (fr)

## Ganadores[4][5]
| Año  | Ganadores                          |
| ---- | ---------------------------------- |
| 2022 | Mohammed Arrhioui Ziad Al Mansouri |

## Enlaces extern
- Portal:pintar. premios y honores.Categoría:artísticos Categoría:Marruecos

- Datos: Q116974676